# Epeolus cestus
Epeolus cestus är en biart som beskrevs av Constance Margaret Eardley 1991. Epeolus cestus ingår i släktet filtbin, och familjen långtungebin. Inga underarter finns listade i Catalogue of Life.